# 刘海星
刘海星（1963年4月—），男，江苏江阴人，汉族，中国共产党党员。中华人民共和国政治人物、外交官、 第十三届全国人民代表大会新疆地区代表。现任中央国安办常务副主任、中国共产党第二十届中央委员。

## 生平
刘海星生于北京，是北京外国语学院1981级法语系学生。1985年，毕业后的刘海星开始在外交部工作，并被外派到法国深造。此后曾任职于驻法国使馆、驻联合国代表团、外交部欧洲司等单位。2009年，升任驻法使馆公使。2012年2月，转任外交部欧洲司司长。2015年12月，回国担任外交部部长助理。2017年3月，出任中央国家安全委员会办公室副主任。
2018年2月24日，当选为第十三届全国人大代表，并任第十三届全国人民代表大会常务委员会委员、全国人民代表大会监察和司法委员会副主任委员。
2022年7月，升任中央国安办常务副主任，明确为正部长级。

## 家庭
父亲刘述卿为资深外交官，曾任国务院外事办公室主任、外交部副部长。妻子张美芳曾任中华人民共和国驻贝尔法斯特总领事，两人育有一女。